# Alamo Bay
Alamo Bay (en España: La bahía del odio) es una película estadounidense de 1985, del género drama, dirigido por el cineasta francés Louis Malle.
Está basada en hechos reales que acaecieron entre 1979 y 1981 cuando ocurrieron una serie de conflictos entre pescadores estadounidenses e inmigrantes vietnamitas en la costa del golfo de México.

## Sinopsis
La película narra la historia de un veterano de la guerra de Vietnam que entra en contacto con inmigrantes vietnamitas que se mudan a su ciudad natal. Los pescadores locales se resentirán cuando un conocido pescador de camarones, Wally, contrata trabajadores vietnamitas.

## Reparto
| Actor               | Personaje    |
| ------------------- | ------------ |
| Amy Madigan         | Glory        |
| Ed Harris           | Shang        |
| Ho Nguyen           | Dinh         |
| Donald Moffat       | Wally        |
| Truyen V. Tran      | Ben          |
| Rudy Young          | Skinner      |
| Cynthia Carle       | Honey        |
| Martin LaSalle      | Luis         |
| William Frankfather | Mac          |
| Lucky Mosley        | Ab Crankshaw |
| Bill Thurman        | xerife       |
| Michael Ballard     | Wendell      |
| Gary Basaraba       | Leon         |